# Sydney Tramway Museum

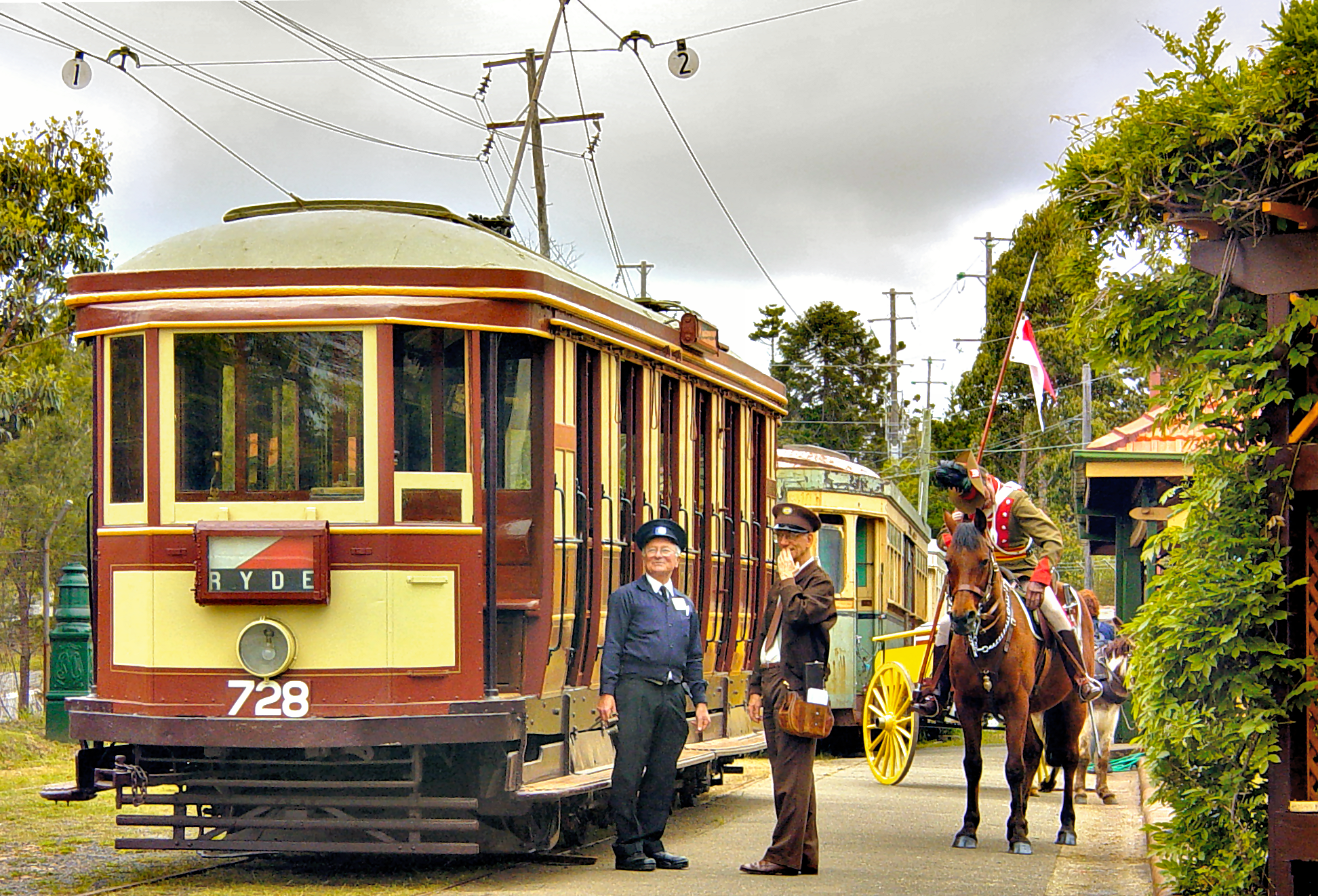
Straßenbahn im Museum

Das Sydney Tramway Museum ist ein Straßenbahnmuseum am Stadtrand der australischen Metropole Sydney.
Es befindet sich direkt neben der Station Loftus der "Cityrail" S-Bahn, die in 45 Minuten vom Stadtzentrum erreichbar ist. Zu dem Verkehrsmuseum gehören Ausstellungshallen, Werkstätten und eine eigene Museumsstrecke von 3,5 km Länge.
Das 1950 gegründete Museum umfasst rund 50 Fahrzeuge. Neben Straßenbahn-Triebwagen aus Sydney befinden sich auch Fahrzeuge aus anderen australischen Städten und aus dem Ausland hier, wie der Tw 1054 aus dem japanischen Nagasaki (bzw. ursprünglich Sendai, Baujahr 1952, 1969 umgebaut), der Tw 2656 aus München, der Tw 5133 aus Berlin (Reko-Tw, mit Stangenstromabnehmer) oder der PCC-Wagen 1014 aus San Francisco. Auch der Doppeldeckeroberleitungsbus 19 aus dem Baujahr 1937 (aber erst ab 1939 im Einsatz) ist ausgestellt, der 1959 mit der Einstellung des Obusbetriebs in Sydney abgestellt wurde.
Zu den eher ungewöhnlichen Exponaten gehört der Gefangenentransport-Triebwagen 948; im Inneren sind auch die Zellen noch erhalten, und Zeitungsberichte erzählen die Geschichte von zwei Häftlingen, denen die Flucht aus diesem Wagen gelang. Auch ein Brems-Dummy vom Baujahr 1903 zu sehen. Er stand auf einer sehr starken Gefällstrecke zum Hafen und sollte verhindern, dass Triebwagen ins Hafenbecken rollten. Daher hing er an einem Seil, das wie bei einer Kabelbahn in einem Schlitz verlief und mit einem Gegengewicht verbunden war.